# Хайт, Владимир Львович
Влади́мир Льво́вич Хайт (6 сентября 1933 — 18 августа 2004) — архитектор, искусствовед, историк и теоретик архитектуры, доктор искусствоведения, специалист по культуре Латинской Америки, профессор МАРХИ, член и вице-президент Российской академии архитектуры и строительных наук (РААСН) (с 2002), член Ассоциации искусствоведов (АИС).

## Биография
Родился в семье музыканта. Окончил МАРХИ. В студенческие годы работал чертёжником, затем техником в институте «Гипротеатр». Научной работой занялся под впечатлением фотографий работ О. Нимейера. Любимым учителем и консультантом первого — студенческого — доклада о бразильском архитекторе назвал С. Х. Сатунца.
Работал в Моспроекте. Участвовал в проектировании типовых и экспериментальных жилых домов, в программах благоустройства и озеленения Москвы. Участвовал в конкурсах (проект перекрытия стадиона «Динамо» под руководством Н. В. Никитина и В. С. Егерева, поощрительная премия), а также в проектировании и строительстве уникальных объектов (в частности, Выставочного комплекса и нескольких кафе в московском парке «Сокольники» под руководством Б. С. Виленского и И. М. Виноградского).
Работал в Центральном научно-исследовательском институте типового и экспериментального проектирования (ЦНИИЭП) торгово-бытовых зданий и туристических комплексов.
С 1961 года сотрудничал с сектором современной зарубежной архитектуры НИИТАГа. В аспирантуре учился у В. Е. Быкова. С 1974 заведовал сектором современной зарубежной архитектуры НИИТАГа. Директор НИИТАГа (?—2004).

## Избранные научные труды
- В соавт. с: Яницкий О. Н. Оскар Нимейер. — М.: Стройиздат, 1986. — 208 с. — (Мастера архитектуры).
- Искусство Бразилии: История и современность: очерки. — М.: Искусство, 1989. — 272 с. — ISBN 5-210-00001-X.
- Об архитектуре, её истории и проблемах. — М.: URSS, 2003. — 456 с. — ISBN 5-354-00465-9.